# Гердъёль (приток Печоры)
Гердъёль — река в России, протекает по Троицко-Печорскому району Республики Коми. Устье реки находится в 1330 км от устья Печоры по левому берегу. Длина реки составляет 19 км, площадь водосборного бассейна — 86 км².
Исток реки в болотах в 13 км к юго-западу от деревни Покча. Течёт на север, всё течение проходит по ненаселённому заболоченному таёжному лесу, на берегах несколько охотничьих изб и бараков. Впадает в Печору в деревне Покча.

## Данные водного реестра
По данным государственного водного реестра России относится к Двинско-Печорскому бассейновому округу, водохозяйственный участок реки — Печора от истока до водомерного поста у посёлка Шердино, речной подбассейн реки — Бассейны притоков Печоры до впадения Усы. Речной бассейн реки — Печора.
Код объекта в государственном водном реестре — 03050100112103000060276.